# Цирквиця (Шуменська область)
Ци́рквиця (болг. Църквица) — село в Шуменській області Болгарії. Входить до складу общини Никола-Козлево.

## Населення
За даними перепису населення 2011 року у селі проживали 617 осіб.
Національний склад населення села:
| Національність   | Кількість осіб | Відсоток |
| ---------------- | -------------- | -------- |
| цигани           | 378            | 62,5%    |
| турки            | 220            | 36,4%    |
| болгари          | 4              | 0,7%     |
| інша             | 0              | 0%       |
| не визначились   | 3              | 0,5%     |
| Всього відповіли | 605            |          |

Розподіл населення за віком у 2011 році:
Динаміка населення: